# جياكومو بريشيتو
جياكومو بريشيتو (بالإيطالية: Giacomo Brichetto)‏ (9 مايو 1983 بجنوة في إيطاليا - ) هو لاعب كرة قدم إيطالي في مركز حراسة المرمى. لعب مع نادي ألساندريا ونادي باليرمو ونادي نوفارا وSSD Sanremese Calcio ‏ وASD Martina Calcio 1947 ‏.